# Jakob Blasel
Jakob Blasel (né en 2000) est un militant écologiste allemand et homme politique de l'Alliance 90/Les Verts.

## Biographie
Jakob Blasel grandit à Kronshagen près de Kiel. Il a deux frères plus jeunes et est élevé dans la religion catholique. Il fréquente le lycée de Kronshagen, où il est représentant adjoint des étudiants au cours de l'année scolaire 2017/18, et y obtient son diplôme d'études secondaires en 2019. Il étudie le droit depuis l'hiver 2020/21,.

### Fridays for Future
Jakob Blasel fait partie de l'équipe organisatrice de la section allemande de Fridays For Future (FFF) à partir du 10 décembre 2018. Selon Greenpeace, lors de la première grève nationale pour le climat de FFF, le 14 décembre 2018, Blasel et ses compagnons réussissent à mobiliser 500 participants à Kiel, soit 200 de plus qu’à Berlin. Il est élu délégué du groupe local à Kiel et représente ses positions dans les échanges nationaux et internationaux du mouvement. En 2019, il participe au congrès d'été de Fridays for Future à Dortmund.
Il apparait dans des talk-shows tels que le NDR Talk Show (2019) et Maischberger. die woche (2020) et donne des interviews aux médias, par exemple B. avec Bento (2019), Deutschlandfunk Kultur (2019), et au Süddeutsche Zeitung (2019). Il est également apparu dans deux reportages sur le programme Funk allemand Y-Kollektiv en 2019 et 2021,. Lors de la conférence nationale du Parti Vert à Schleswig-Holstein, qui a lieu les 23 et 24 mars 2019, il prononce un discours en tant que représentant de Fridays for Future. Le 30 mars 2019 à Berlin, il accompagne Greta Thunberg lorsqu'elle reçoit le prix spécial pour la protection du climat. Après avoir obtenu son diplôme d'études secondaires en 2019, il travaille à temps plein pour Fridays for Future pendant un an et est conférencier jusqu'en juillet 2020.

### Engagements au-delà de Fridays for Future
En 2017, il rejoint Greenpeace. Il est l'un des initiateurs de la 19e conférence annuelle du Conseil du développement durable, qui a eu lieu le 4 juin 2019 au Palais des Congrès de Berlin. À la mi-juin 2022, il est actif en tant que FahrRad ! ambassadeur du Verkehrsclub Deutschland (VCD) dans une école polyvalente de Berlin.

### Carrière politique
Jakob Blasel organise sa première manifestation à Kiel à l'automne 2018 ; il s'agissait d'une manifestation pour préserver la forêt de Hambach en Rhénanie du Nord-Westphalie, qui devait être défrichée pour l'exploitation du lignite. Peu de temps après, il devient l'initiateur de la première grève scolaire pour le climat dans le nord de l'Allemagne. En mai 2019, il s'adresse au Living Planet Symposium de l'Agence spatiale européenne à Milan.
En 2020, il effectue un stage au cabinet parlementaire de Lisa Badum. Avant les élections fédérales allemandes de 2021, il est nommé candidat par le Parti Vert pour le district de Rendsburg-Eckernförde dans le Schleswig-Holstein. Il remporte 14,8 % des voix, se classant troisième derrière Sönke Rix, le candidat du SDP, et Johann Wadephul, le candidat de la CDU.